# Конституция Ниуэ
Конституция Ниуэ — основной закон монархии Ниуэ.
Текст Конституции написан на английском и ниуэ языках, Конституция вступила в силу 19 октября 1974 года, что записано в законе «О Конституции Ниуэ» 1974 года, в приложениях №1 и 2. Согласно статье 23 (4), тексты документа на двух языках имеют одинаковую юридическую силу. Закон «О Конституции Ниуэ», в котором содержится текст Конституции, является законом как для Новой Зеландии, так и Ниуэ. При этом для Ниуэ Конституция является нормативно-правовым актом высшей юридической силы, а для Новой Зеландии — уставом. Конституция устанавливает монархическую форму правления с Вестминстерской системой парламентаризма, схожей с той, которая действует в Новой Зеландии Ниуэ — самоуправляющееся государственное образование в свободной ассоциации с Новой Зеландии. Это предполагает самостоятельность Ниуэ в решении внутренних вопросов территории, пребывания в составе Королевства Новой Зеландии, возглавляемого монархом Новой Зеландии королём Карлом III и предоставления жителям Ниуэ новозеландского гражданства. Новая Зеландия, со своей стороны, отвечает за оборону и внешнюю политику острова, а также предоставляет Ниуэ административную и экономическую поддержку.
Конституция Ниуэ состоит из 8 глав и 82 статьи и принадлежит к числу «жестких» конституций, то есть для ее изменения необходимо придерживаться ряда условий. Для внесения изменений в текст Конституции и закона «О Конституции Ниуэ» 1974 требуется принятие закона, одобренного во втором и третьем чтении двумя третями от общего числа членов Законодательной Ассамблеи Ниуэ. Окончательное чтение закона должно проходить не менее, чем через 13 недель после предыдущего чтения. После принятия закона Законодательной Ассамблеей он должен получить одобрение на всенародном референдуме и получить поддержку по меньшей мере двух третей от общего числа действительных голосов избирателей. Для изменения отдельных разделов Конституции требуется одобрение в форме простого большинства голосов. учитывая то, что Конституция является «жесткой», поправки в нее вносились только один раз — в 1992 году. После одобрения Законодательной Ассамблеей в мае 1992 года законопроекта о внесении изменений к Конституции, он был вынесен на референдум. В ходе голосования, которое прошло в июне, приняло участие 86 % избирателей острова, из которых 67 % поддержали изменение Конституции. Конституционные изменения вступили в силу в июле 1992 года.
В результате изменения Конституции был создан Высший суд Ниуэ и Апелляционный суд Ниуэ, которые заменили соответствующие новозеландские судебные инстанции. Распустился Земельный суд и Апелляционный суд по земельным вопросам; вместо них появился Земельный отдел в составе Высокого суда. Изменения также коснулись избирательного права: для участия в выборах в роли кандидата было введено требование иметь новозеландское гражданство. Кроме того, была отменена статья 31, согласно которой для принятия любого законопроекта, который бы касался уголовного права и статуса человека, было нужно письменное согласие верховного судьи (в составе Конституции Ниуэ отсутствует перечень основных прав и свобод человека, а также его обязанностей).